# Lophonotidia
Genre
Lophonotidia est un genre de lépidoptères (papillons) africains de la famille des Noctuidae et de la sous-famille des Agaristinae.

## Espèces
Le genre Lophonotidia regroupe deux espèces :
- Lophonotidia nocturna Hampson, 1901[2]
- Lophonotidia melanoleuca Janse, 1937[3]

## Répartition géographique
Ce genre est présent en Afrique australe et en Afrique de l'Est, notamment au Malawi, au Zimbabwe, en Namibie, en Tanzanie, en Afrique du Sud et au Mozambique.

## Description
Les espèces du genre Lophonotidia mesurent de l'ordre de 44 à 66 mm,,.
Le proboscis est complètement développé. Les palpes, recouverts de long poils, sont retournés et atteignent le sommet de la tête. La 3e articulation est petite. Le frons présente une grosse proéminence triangulaire pointue. les antennes sont moyennement dilatées aux extrémités. La tête et le thorax sont revêtus de longs poils. Les tibias portent des éperons modérés et sont frangés de longs poils. L'abdomen présente de grandes crêtes dorsales sur les trois premiers segments. 
Les nervures 3 et 5 de l'aile antérieure prennent naissance à proximité de l'angle de la cellule et la nervure 6 à proximité de l'angle supérieur. Les nervures 9 et 8 rejoignent la 10 pour former la cellule. Le termen est crénelé. La nervure 2 de l'aile postérieure prend naissance avant l'angle de la cellule, les nervures 3 et 4 depuis l'angle, la nervure 5, peu marquée, depuis le milieu de la zone discocellulaire et les nervures 6 et 7 depuis l'angle supérieur. Le termen est sinueux et légèrement entaillé entre les nervures 4 et 6.
Le mâle possède des touffes latérales à la base de l'abdomen.

## Systématique
Le genre Lophonotidia a été décrit en 1901 par l'entomologiste britannique George Francis Hampson en tant que genre monotypique, en même temps que son espèce type Lophonotidia nocturna,. 
Une seconde espèce a été décrite par la suite : Lophonotidia melanoleuca Janse, 1937.

### Publication originale
(en) G. F. Hampson, Catalogue of the Lepidoptera Phalaenae in the British Museum, vol. III : Catalogue of the Arctiadae (Arctianae) and Agaristidae in the collection of the British Museum, 1901 (lire en ligne), p. 617, fig. 268.